# Selago longipedicellata
Selago longipedicellata är en flenörtsväxtart som beskrevs av Robert Allen Rolfe. Selago longipedicellata ingår i släktet Selago och familjen flenörtsväxter. Inga underarter finns listade i Catalogue of Life.